# Кінтанавідес
Кінтанавідес (ісп. Quintanavides) — муніципалітет в Іспанії, у складі автономної спільноти Кастилія-і-Леон, у провінції Бургос. Населення — 106 осіб (2010).
Муніципалітет розташований на відстані близько 230 км на північ від Мадрида, 26 км на північний схід від Бургоса.

## Демографія
Динаміка населення (INE ):